# Aila Meriluoto
Aila Meriluoto, née le 10 janvier 1924 à Pieksämäki et morte le 21 octobre 2019 à Helsinki, est une poétesse, traductrice et écrivaine finlandaise. Elle est la poétesse la plus célèbre de l'après-guerre en Finlande.

## Biographie
Née et élevée à Pieksämäki, elle grandit une famille d'enseignants et fait des études de littérature et d'histoire des arts à l'Université d'Helsinki. Sa mère n'apprécie pas vraiment la voie choisie par sa fille.
En 1946, elle publie Lasimaalaus, son premier recueil de poèmes qui le pouvoir érotique de l'inspiration et est un grand succès critique. L'ouvrage est réédité huit fois et vendu à plus de 20 000 exemplaires dans son pays d'origine à une époque où la littérature prospère pour faire oublier les horreurs de la guerre. Dans ses poèmes, elle donne à la féminité une dimension mythique à travers les personnages d'une fille, d'une reine et d'une sorcière.
Sairas tyttö tanssii, la suite de Lasimaalaus, est publiée en 1952 et est plus audacieux dans son développement. C'est l'un des derniers recueils de poèmes écrit dans la pure tradition finlandaise, à un moment où une guerre se déclenche entre les partisans du traditionalisme et  la nouvelle génération.
Dans les années 1960, elle publie Pahat unet (1958) puis Portaat (1963), des recueils qui s'inspirent du modernisme finno-suédois. Partie vivre en Suède en 1962, elle traduit en finnois l'ouvrage Aniaran de Harry Martinson et publie quatre nouveaux recueils : Asumattomiin, Tuoddaris, Silmämitta et Elämästä. Elle retourne en Finlande en 1974 à la mort de son père. La même année, elle écrit une biographie de Lauri Viita, son ex-mari et père de ses quatre enfants. Elle y raconte aussi leur mariage tumultueux.
À partir de cette période, l'imagerie de ses poèmes se diversifie, le rythme s'enrichit et l'éloquence augmente. Tout au long de sa carrière, elle est très influencée dans la dimension et la structure de ses poèmes par Rainer Maria Rilke.
En 1996, elle publie Vaarallista kokea inspiré de ses propres journaux intimes où elle parle ouvertement de ses relations avec les autres dont un prêtre marié.
En plus de la poésie, Aila Meriluoto écrit des ouvrages pour la jeunesse dont Peter-Peter. Le plus célèbre d'entre eux, écrit pendant son exil suédois, Pommorommo, est un mélange de réalisme et de fantaisie. Elle est également traductrice depuis l'allemand et a traduit les œuvres de Maria Rilke mais aussi de Johann Wolfgang von Goethe, William Shakespeare et Emily Dickinson.
Elle a, au cours de sa carrière, publiée pas moins de 30 livres dont son journal, couvrant les années 1975 à 2004.
Elle meurt le 21 octobre 2019 dans une maison de retraite d'Helsinki à l'âge de 95 ans.

## Distinctions
Au cours de sa carrière, Aila Mariluoto a reçu plusieurs prix dont :
- 2002 : Prix Aleksis-Kivi
- 2002 : Prix Savonia
- 1975 : Prix d'État des traducteurs
- 1974 : Prix de littérature de Tampere
- 1962 : Médaille Pro Finlandia
- 1953 : Prix national de littérature
- 1947 : Prix Kalevi-Jäntti
- 1947 : Prix national de littérature

## Hommages
Son histoire avec Lauri Viita est le thème central du film Putoavia enkeleitä en 2008, avec Elina Knihtilä dans le rôle de Meriluoto.
En 2010, Panu Rajala publie une biographie de l'autrice intitulée Lasinkirkas, hullunrohkea: Aila Meriluodon elämästä ja runoudesta.